# باشگاه فوتبال پورت لایولا
باشگاه فوتبال پورت لایولا، که بیشتر با نام پورت لایولا شناخته می‌شود، یک باشگاه فوتبال بلیزی است که در بلیز سیتی، بلیز مستقر است. زمین خانگی این باشگاه، ورزشگاه اف‌اف‌بی است، جایی که تیم ملی فوتبال بلیز نیز در آن بازی می‌کند.